# Château de Waldegg

Le château de Waldegg est un château situé près de Soleure, dans la commune de Feldbrunnen-Sankt Niklaus du canton de Soleure en Suisse. Il est inscrit à l'Inventaire suisse des biens culturels d'importance nationale et régionale.

## Histoire
Le château, situé à mi-chemin entre les villages de Feldbrunnen et de Sankt Niklaus, est construit de 1682 à 1686 pour servir de résidence d'été à l'avoyer de Soleure, Jean Victor Besenval de Brunstatt (1638-1713) et son épouse Maria Margaritha von Sury (1649-1713) ; Jean Victor Besenval est le fils de Martin Besenval, qui a fait fortune dans le commerce et s'est allié aux grandes familles de Soleure.
Son fils, Jean Victor de Besenval de Brünstatt (1671-1736), diplomate au service de la France, officier dans les Gardes suisses françaises, hérite du château à la mort de son père et le fait rénover de 1729 à 1734, en y ajoutant un théâtre et la chapelle Saint-Michel ; il le fait décorer dans le style français, en rapportant de France de nombreuses œuvres d'art, mais sans y résider. 
Son fils, Pierre-Victor de Besenval de Brünstatt (1721-1791) naît au château. Il passe la plus grande partie de sa vie en France ; il fait cependant ajouter une orangerie au château en 1780.
Le château et ses aménagements successifs témoignent de la volonté d’émulation du modèle nobiliaire français et du désir de distinction de la famille de Besenval de Brunstatt.
Lors de la Révolution française, les Besenval de Brunstatt se réfugient en Suisse. Lorsque la famille Besenval s'éteint au XIXe siècle, le château est un temps abandonné ; il est racheté en 1865 par la famille patricienne de Soleure, Sury-Büssy. Joseph von Sury, le nouveau propriétaire, ajoute deux appartements et transforme le jardin baroque en jardin anglais.
En 1963, les derniers propriétaires font donation du château au canton de Soleure, en stipulant que les terres qui en font partie ne devaient pas être construites, afin de conserver l'aspect global du domaine. Le canton y crée la Fondation du château de Waldegg ; en 1975, il devient le siège du Centre pour le dialogue interculturel, une organisation qui encourage la compréhension entre les différentes langues et cultures de la Suisse. De 1985 à 2005, le château et le parc font l'objet d'importants travaux de rénovation pour retrouver son aspect du XVIIIe siècle ; afin de pouvoir utiliser le bâtiment comme centre de rencontres, le théâtre situé à l'étage a été reconstruit et les installations techniques rénovées ; des peintures murales ont été retrouvées et remises à jour. Le musée du château a ouvert ses portes en 1991. Depuis 2000, le château accueille également les activités culturelles qui avaient lieu au Centre culturel cantonal Palais Besenval à Soleure, qui a été fermé.

## Architecture

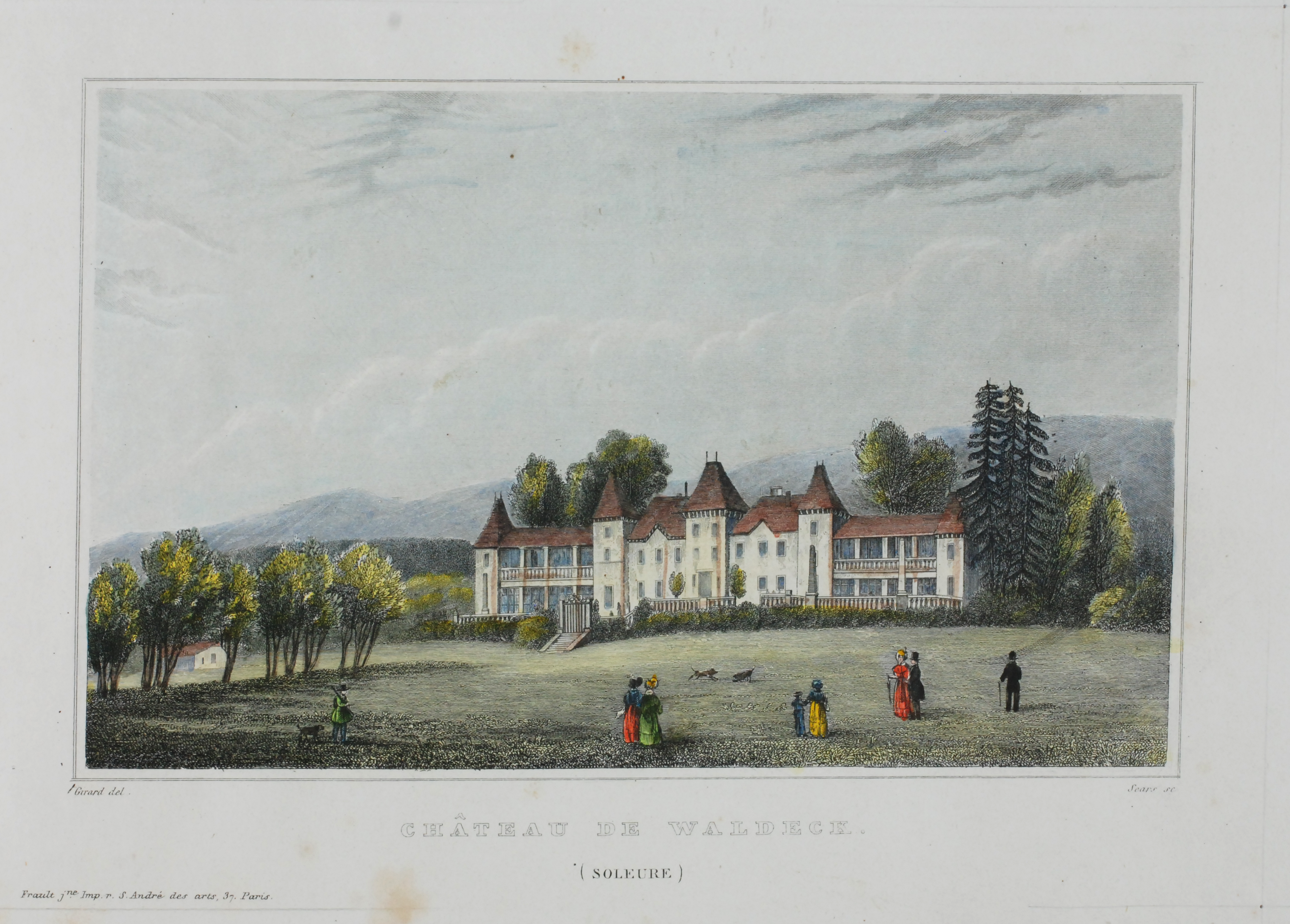
Le château de Waldegg au milieu du XIXe siècle, lithographie, vers 1850-1858.

Le château de Waldegg s'inspire d'un type de bâtiment typiquement soleurois, la maison à tourelle, très en vogue au XVIIe siècle, tout en incorporant des éléments du baroque français et italien. Avec une façade sur jardin de plus de 70 mètres de large, c'est une construction de représentation à effet de scène ; la profondeur du bâtiment est d'environ douze mètres.
Le bâtiment central comporte trois grandes tours ; il est flanqué de galeries symétriques hautes de deux étages avec des tourelles d'angle. Les niches des galeries abritent des statues allégoriques sculptées en 1683 par Johann Peter Frölicher. La tourelle située à l'est abrite la chapelle du château avec un autel de style baroque qui date de 1720. 
Le parc du château offre un parterre de jardin baroque (le jardin baroque d'origine a fait l'objet d'une restitution archéologique et a été reconstruit lors des restaurations de la fin du XXe siècle), une orangerie et un jardin potager,. Le domaine comprend la chapelle Saint-Michel, une chapelle domestique ainsi que quelques bâtiments d'exploitation de ferme. 

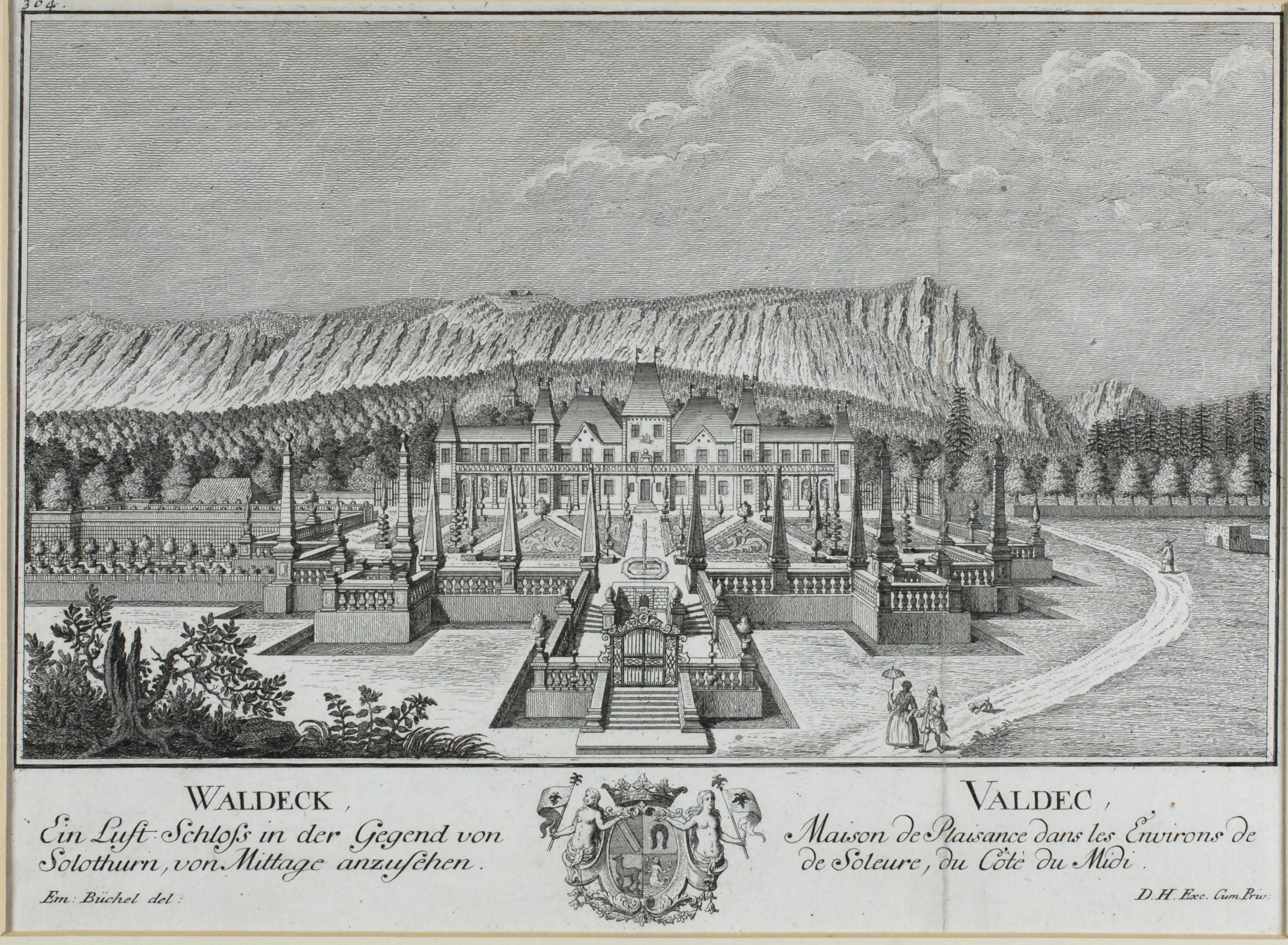
Le château de Waldegg, gravure à l'eau forte d'Emanuel Büchel dans : Neue und vollständige Topographie der Eidgenossenschaft, Zurich, 1754-1773.